# Le notti della violenza
Le notti della violenza è un film del 1965, diretto da Roberto Mauri.

## Trama
Carla Pratesi, ragazza appartenente alla buona borghesia romana, entra in contatto con un losco traffico di droga e prostituzione che ruota attorno ad un night club della capitale. Quando viene ritrovata uccisa, i giornali rivelano le amicizie della ragazza, gettando così lo scandalo sulla sua famiglia. Letizia, sorella di Carla, confida nel lavoro del commissario Ferretti, titolato dell'indagine. Quando Linda e Franca, altre due ragazze che ruotano attorno al losco giro già frequentato da Carla, vengono aggredite da un maniaco, una giovane testimone, accompagnata al commissariato dalla madre, rivela di aver riconosciuto nell'aggressore di Linda, il popolare attore Mario Visconti che, però, per la sera dell'aggressione ha un alibi inattaccabile: si trovava infatti in teatro per uno spettacolo. Dopo l'aggressione ai danni di una prostituta, la vittima, spronata dal commissario Ferretti, comunica di avere riconosciuto nell'aggressore il divo Sergio Mari che, però, al momento si troverebbe a Londra come testimoniato dalle televisioni del luogo. A questo punto Letizia, sempre più sconfortata, decide di proseguire le indagini per proprio conto scoprendo un'orrenda realtà: l'assassino della sorella, nonché aggressore delle altre donne, è un ex pugile sfigurato dalle radiazioni liberatisi dallo scoppio della bomba lanciata su Hiroshima, luogo in cui si trovava al termine della Seconda Guerra Mondiale per una competizione di pugilato. L'uomo, rifugiatosi negli scantinati di una casa di produzione cinematografica, utilizzava le maschere affidate alle controfigure per coprirsi il volto e entrare in contatto con donne dai facili costumi. Scoperto, l'uomo, viene abbattuto dalle forze dell'ordine.